# Maya Joint
Maya Joint, née le 16 avril 2006 à Grosse Pointe, aux États-Unis, est une joueuse australienne de tennis professionnelle.

## Biographie
Son père, Michael, a été joueur professionnel de squash à Melbourne et sa mère, Katja, a joué plus jeune au tennis, badminton et squash.
Elle décide en 2023 de rejoindre l'université du Texas à Austin pour suivre un cursus universitaire en psychologie.

## Carrière professionnelle
Elle débute sur le circuit WTA en 2024, à 17 ans, lors du tournoi WTA 125 de Canberra où elle atteint les quarts de finale, après avoir battu Sara Errani et Ella Seidel.
Elle reçoit ensuite une wild-card pour disputer les qualifications de l'Open d'Australie 2024 où elle échoue au 3e tour face à l'Ukrainienne Dayana Yastremska qui parviendra ensuite en demi-finale du tournoi.
Le 27 juillet 2024, elle parvient en finale du  tournoi WTA 125 de Puerto Vallarta où elle est battue par l'Américaine Alycia Parks.
Pour la première fois de sa jeune carrière, elle intègre, à 18 ans, le tableau principal d'un Grand Chelem lors de l'US Open 2024 en passant les 3 tours de qualifications,,. Elle remporte son 1er tour face à Laura Siegemund puis est éliminée ensuite par Madison Keys.
Maya Joint qui s'est inscrite à l'Université du Texas pour obtenir un diplôme en psychologie se voit contrainte à renoncer à ses gains perçus notamment grâce à son 1er tour à l'US Open 2024 (140 000 $) en vertu des règles de la National Collegiate Athletics Association (NCAA) qui interdit aux étudiants d’accepter des prix en argent au-delà des dépenses « réelles et nécessaires ». Les règles de la NCAA stipulent : « Dans le tennis, avant de s'inscrire à l'université à temps plein, une personne peut accepter jusqu'à 10 000 $ par année civile en prix en argent en fonction de sa place ou de sa performance dans des événements sportifs »,,.
Fin 2024, après avoir gagné plus de 600 places au classement sur l'année, elle se voit décerner une wild-card pour disputer l'Open d'Australie 2025.
Elle joue juste avant son premier Roland Garros le tournoi de Rabat fin mai, et sort l'ancienne espoir Croate Ana Konjuh (7-5, 6-2) puis écrase deux Américaines,  Katie Volynets (6-0, 6-3) et Ann Li (6-2, 6-1). Profitant de l'abandon de sa compatriote Ajla Tomljanović (6-4 ab.), elle rejoint sa première finale en carrière dans la ville marocaine. Confrontée à la Roumaine Jaqueline Cristian, elle s'offre aux dépens de la Roumaine son premier titre en carrière (6-3, 6-2).
Elle s'offre son deuxième titre, le premier sur gazon, de nouveau juste avant un Majeur, celui de Wimbledon. Elle vainc d'abord l'ancienne double finaliste du tournoi londonien, Ons Jabeur (7-5, 6-2) puis l'ancienne Top 10 Emma Raducanu (4-6, 6-1, 7-6) à Eastbourne. Passant les deux Russes Anna Blinkova (6-4, 7-5) et Anastasia Pavlyuchenkova (7-5, 6-3), elle rencontre en finale une autre jeune, Alexandra Eala qui est la première Philippine à disputer une finale sur le circuit WTA. Dans un match extrêmement serré, l'Australienne sauve quatre balles de titre et remporte son deuxième trophée en un mois et demi (6-4, 1-6, 7-6), devenant la première Australienne depuis la création du tournoi en 1972 à soulever le titre.

## Palmarès

### Titres en simple dames
| No | Date       | Nom et lieu du tournoi                          | Catégorie | Dotation  | Surface      | Finaliste          | Score           |          |
| -- | ---------- | ----------------------------------------------- | --------- | --------- | ------------ | ------------------ | --------------- | -------- |
| 1  | 18-05-2025 | Grand Prix SAR La Princesse Lalla Meryem, Rabat | WTA 250   | 275 094 $ | Terre (ext.) | Jaqueline Cristian | 6-3, 6-2        | Parcours |
| 2  | 23-06-2025 | Lexus Eastbourne Open, Eastbourne               | WTA 250   | 275 094 $ | Gazon (ext.) | Alexandra Eala     | 6-4, 1-6, 7-610 | Parcours |

### Finale en simple dames
Aucune

### Titre en double dames
| No | Date       | Nom et lieu du tournoi                         | Catégorie | Dotation  | Surface      | Partenaire          | Finalistes                           | Score    |          |
| -- | ---------- | ---------------------------------------------- | --------- | --------- | ------------ | ------------------- | ------------------------------------ | -------- | -------- |
| 1  | 18-05-2025 | Grand Prix SAR La Princesse Lalla Meryem Rabat | WTA 250   | 275 094 $ | Terre (ext.) | Oksana Kalashnikova | Angelica Moratelli Camilla Rosatello | 6-3, 7-5 | Parcours |

### Finale en double dames
| No | Date       | Nom et lieu du tournoi           | Catégorie | Dotation  | Surface      | Vainqueures                  | Partenaire   | Score    |          |
| -- | ---------- | -------------------------------- | --------- | --------- | ------------ | ---------------------------- | ------------ | -------- | -------- |
| 1  | 23-06-2025 | Lexus Eastbourne Open Eastbourne | WTA 250   | 275 094 $ | Gazon (ext.) | Marie Bouzková Anna Danilina | Hsieh Su-wei | 6-4, 7-5 | Parcours |

### Finale en simple en WTA 125
| No | Date       | Nom et lieu du tournoi | Catégorie | Dotation  | Surface    | Vainqueure   | Score         |          |
| -- | ---------- | ---------------------- | --------- | --------- | ---------- | ------------ | ------------- | -------- |
| 1  | 22-07-2024 | Polish Open, Varsovie  | WTA 125   | 115 000 $ | Dur (ext.) | Alycia Parks | 4-6, 6-3, 6-3 | Parcours |

### Titre en double en WTA 125
| No | Date       | Nom et lieu du tournoi | Catégorie | Dotation  | Surface    | Partenaire     | Finalistes                        | Score    |          |
| -- | ---------- | ---------------------- | --------- | --------- | ---------- | -------------- | --------------------------------- | -------- | -------- |
| 1  | 10-02-2025 | Cancún Open Cancún     | WTA 125   | 115 000 $ | Dur (ext.) | Taylah Preston | Aliona Bolsova Y. Cavallé Reimers | 6-4, 6-3 | Parcours |

### Finale en double en WTA 125
| No | Date       | Nom et lieu du tournoi               | Catégorie | Dotation  | Surface    | Vainqueures                  | Partenaire    | Score            |          |
| -- | ---------- | ------------------------------------ | --------- | --------- | ---------- | ---------------------------- | ------------- | ---------------- | -------- |
| 1  | 24-03-2025 | Puerto Vallarta Open Puerto Vallarta | WTA 125   | 115 000 $ | Dur (ext.) | Hanna Chang Christina McHale | Ena Shibahara | 2-6, 6-2, [10-7] | Parcours |

## Parcours en Grand Chelem

### En simple dames
| Année | Open d'Australie | Open d'Australie  | Internationaux de France | Internationaux de France | Wimbledon       | Wimbledon          | US Open        | US Open      |
| ----- | ---------------- | ----------------- | ------------------------ | ------------------------ | --------------- | ------------------ | -------------- | ------------ |
| 2024  | Q3               | Dayana Yastremska | —                        | —                        | Q2              | McCartney Kessler  | 2e tour (1/32) | Madison Keys |
| 2025  | 1er tour (1/64)  | Jessica Pegula    | 1er tour (1/64)          | Ajla Tomljanović         | 1er tour (1/64) | Liudmila Samsonova |                |              |

N.B. : à droite du résultat se trouve le nom de l'ultime adversaire.

### En double dames
| 2025 | 1er tour (1/32) T. Gibson \|\| style="text-align:left;" \| L. Fernandez N. Kichenok | 2e tour (1/16) O. Kalashnikova \|\| style="text-align:left;" \| R. Šramková V. Tomova | 1/8 de finale K. Birrell \|\| style="text-align:left;" \| O. Gadecki D. Krawczyk |  |  |

N.B. : le nom de la partenaire se trouve sous le résultat ; les noms des ultimes adversaires se trouvent à droite.

### En double mixte
| Année | Open d'Australie                                                                   | Open d'Australie | Internationaux de France | Internationaux de France | Wimbledon | Wimbledon | US Open | US Open |
| ----- | ---------------------------------------------------------------------------------- | ---------------- | ------------------------ | ------------------------ | --------- | --------- | ------- | ------- |
| 2024  | 1er tour (1/16) D. Sweeny \|\| style="text-align:left;" \| N. Melichar K. Krawietz | —                | —                        | —                        | —         | —         | —       |         |

N.B. : le nom du partenaire se trouve sous le résultat ; les noms des ultimes adversaires se trouvent à droite.

## Parcours en WTA 1000
Les tournois WTA « Premier Mandatory » et « Premier 5 » (entre 2009 et 2020) et WTA 1000 (à partir de 2021) constituent les catégories d'épreuves les plus prestigieuses, après les quatre levées du Grand Chelem. 

De 2009 à 2023, les tournois Premier Mandatory (dits tournois WTA 1000 obligatoires entre 2021 et 2023) regroupent Indian Wells, Miami, Madrid et Pékin, les autres constituant les tournois Premier 5 (tournois WTA 1000 non-obligatoires). À partir de 2024, le nombre de tournois WTA 1000 passe à 10 par saison (fin de l’alternance Doha / Dubaï), ces derniers devenant tous obligatoires et offrant tous 1000 points à la vainqueure (contre 900 points précédemment pour les tournois Premier 5).

### En simple dames
| Année |       |              |       |                            |      |                           |                             |                           |                               |       |  |  |
| Doha  | Dubaï | Indian Wells | Miami | Madrid                     | Rome | Canada                    | Cincinnati                  | Pékin                     | Wuhan                         | Wuhan |  |  |
| Doha  | Dubaï | Indian Wells | Miami | Madrid                     | Rome | Canada                    | Cincinnati                  | Pékin                     | Wuhan                         | Wuhan |  |  |
| Doha  | Dubaï | Indian Wells | Miami | Madrid                     | Rome | Canada                    | Cincinnati                  | Pékin                     | Wuhan                         | Wuhan |  |  |
| 2025  |       |              |       | 1er tour (1/64) S. Cîrstea |      | 2e tour (1/32) E. Navarro | 1er tour (1/64) E. Raducanu | 2e tour (1/32) M. Kessler | 3e tour (1/16) E. Alexandrova |       |  |  |

Sous le résultat, l’ultime adversaire.
1. 1 2   Les tournois de Doha et Dubaï alternent le statut de tournoi WTA 1000 (ex Premier 5) entre 2009 et 2023 : les trois premières éditions ont lieu à Dubaï, les trois suivantes à Doha, puis Dubaï accueille le tournoi de cette catégorie les années impaires et Dubaï les années paires. De 2011 à 2023, la ville qui n’accueille pas de WTA 1000 organise à la place un tournoi WTA 500 (ex Premier).
2. 1 2 3 4 5 6   L’ordre de déroulement des tournois a évolué depuis 2009 : Rome se dispute avant Madrid et Cincinnati avant Montréal/Toronto jusqu’en 2010, tandis que Tokyo (2009-2013)-Wuhan (2014-2019, 2024-)-Guadalajara (2022-2023) ont lieu avant Pékin jusqu’en 2023.

## Classements WTA en fin de saison
| Année          | 2023 | 2024 |
| Rang en simple | 773  | 119  |
| Rang en double | 669  | 189  |

Source : (en) Classements de Maya Joint sur le site officiel de la Fédération internationale de tennis